# Игнатьев, Георгий Павлович
Граф Георгий Павлович Игнатьев (англ. George Ignatieff; 16 декабря 1913, Санкт-Петербург, Российская империя — 10 августа 1989, Торонто, Канада) — канадский дипломат.

## Биография
Сын графа П. Н. Игнатьева и княгини Натальи Мещерской, внук графа Н. П. Игнатьева и правнук генерала, графа П. Н. Игнатьева. В марте 1919 г. семья эмигрировала в Болгарию.
Георгий обучался в Канадском университете. Получив стипендию Родса, продолжил обучение в Оксфордском университете.
В начале Второй мировой войны граф Игнатьев поступил на службу в Королевскую артиллерию, где служил в фоторазведке. В 1940 году он поступил на работу в Министерство иностранных дел Канады.
С 1940 года находился на канадской дипломатической службе. Он являлся личным помощником Винсента Мэсси в Высшей комиссии Канады в Соединённом Королевстве.
С 1956 года по 1958 год — посол Канады в Югославии.
С 1963 года по 1966 год — постоянный представитель Канады в НАТО.
С июля 1966 года по февраль 1969 год — постоянный представитель Канады в ООН. В 1968—1969 годах являлся Председателем Совета Безопасности ООН.
1972—1979 годы — ректор Тринити-колледжа Торонтского университета.
В 1984 году — представитель премьер-министра Канады Джона Тёрнера по вопросам разоружения.
С 1980 года по 1986 год — канцлер Торонтского университета.

## Награды
- Компаньон ордена Канады (1973 год)
- Медаль мира Пирсона (1984 год)